# Фоксфајер (Северна Каролина)
Фоксфајер (енгл. Foxfire) град је у америчкој савезној држави Северна Каролина.

## Демографија
По попису из 2010. године број становника је 902, што је 428 (90,3%) становника више него 2000. године.
| Група             | 2000.       | 2010.       |
| Белци             | 461 (97,3%) | 806 (89,4%) |
| Афроамериканци    | 6 (1,3%)    | 77 (8,5%)   |
| Азијати           | 2 (0,4%)    | 4 (0,4%)    |
| Хиспаноамериканци | 5 (1,1%)    | 6 (0,7%)    |
| Укупно            | 474         | 902         |